# Свобода (Золотухинський район)
Свобода (рос. Свобода) — местечко в Золотухинському районі Курської області Російської Федерації.
Населення становить 2256 осіб. Входить до складу муніципального утворення Свободинська сільрада.

## Історія
Населений пункт розташований на території українського етнічного та культурного краю Східна Слобожанщина.
Від 2004 року входить до складу муніципального утворення Свободинська сільрада.

## Населення
| 1939 | 1959  | 2002  | 2010  |
| ---- | ----- | ----- | ----- |
| 1022 | ↗2265 | ↗2332 | ↘2256 |